# Museo Nacional de Arte (Mexiko)

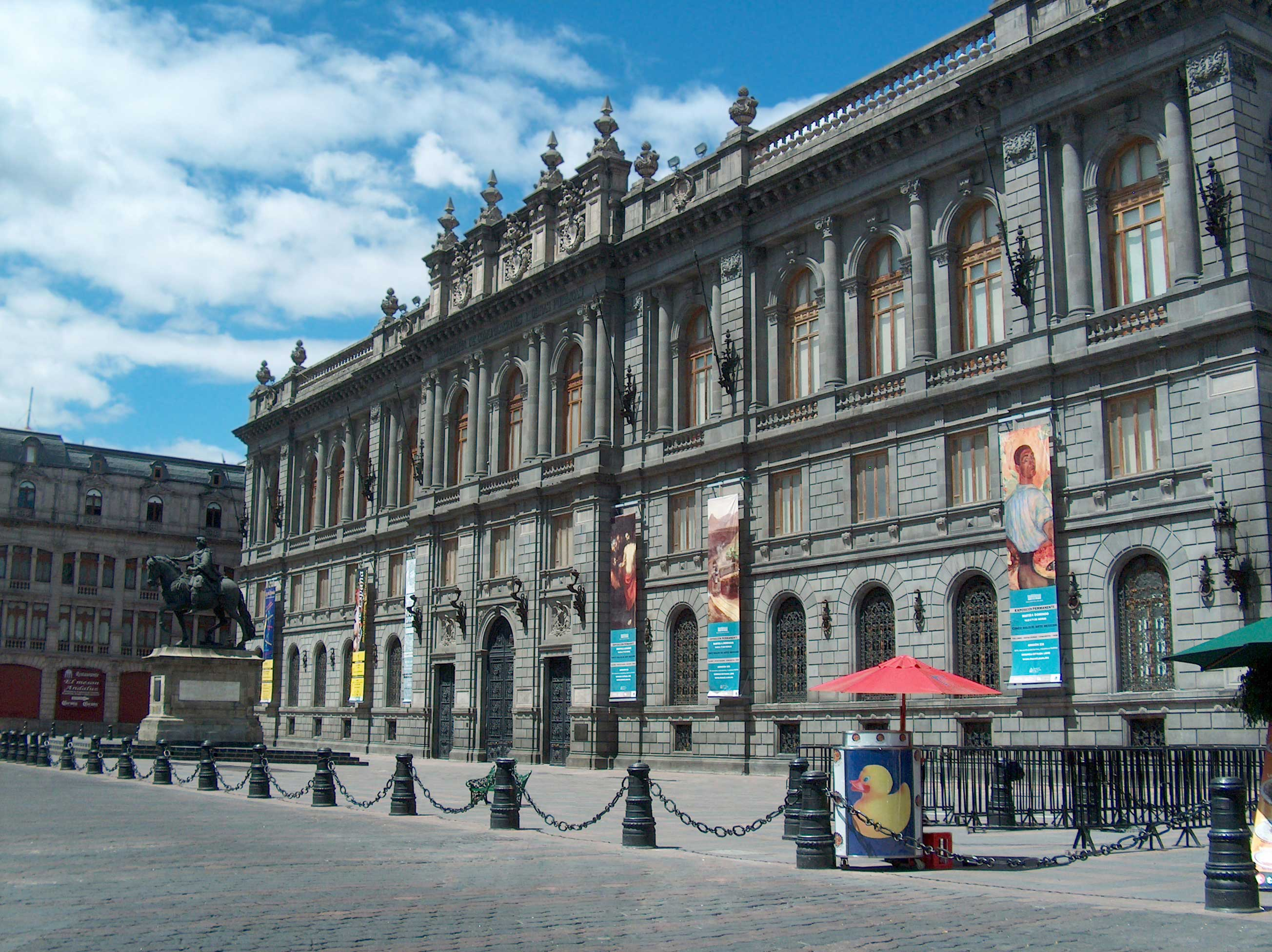
Das „MUNAL“

Das Museo Nacional de Arte (span.; abgekürzt MUNAL) ist ein 1982 gegründetes Nationalmuseum der Kunst im historischen Zentrum von Mexiko-Stadt, getragen vom Instituto Nacional de Bellas Artes.
Erste Technische Direktorin des Museums war die Künstlerin Helen Escobedo.

## Sammlung
Die Sammlung des MUNAL umfasst über 3.000 Arbeiten und gibt in erster Linie einen Einblick über die Kunstgeschichte des Landes vom 16. Jahrhundert bis zur ersten Hälfte des 20. Jahrhunderts, aber auch in die mexikanische Kunst der Gegenwart. Hierzu verfügt das Museum über eine Ausstellungsfläche von rund 5.000 m².